# Linda Lee Cadwell
Linda Lee Cadwell (Everett, 21 marzo 1945) è una scrittrice statunitense, vedova del maestro di arti marziali e attore Bruce Lee.

## Biografia
Linda Cadwell è nata a Everett da Vivian e Everett Emery. La sua famiglia era battista, di origini svedesi e inglesi.
Nel periodo in cui frequentava la Garfield High School Linda incontrò Bruce Lee, che si era recato nell'istituto per tenere una dimostrazione di Kung Fu, e ne divenne allieva mentre studiava nella facoltà di medicina dell'University of Washington. Si sposarono il 17 agosto 1964, quando Linda era a pochi esami dalla laurea. Ebbero due figli: Brandon e Shannon.
Bruce Lee a quei tempi aveva aperto la propria scuola di Kung Fu e stava insegnando il Jeet Kune Do; successivamente Lee morì improvvisamente il 20 luglio 1973 per un edema cerebrale. Venti anni più tardi, il 31 marzo, anche il figlio Brandon Lee morì, ucciso accidentalmente durante le riprese di Il corvo - The Crow.

### Libri
Nel 1975 scrisse il libro Bruce Lee: The Man Only I Knew (ISBN 0-446-89407-9), dal quale nel 1993 venne tratto il film Dragon - La storia di Bruce Lee. Nell'adattamento cinematografico il suo ruolo fu interpretato dall'attrice Lauren Holly. Nel 1989 scrisse il libro The Bruce Lee Story (ISBN 0-89750-121-7).